# Psylliodes marcosellai
Psylliodes marcosellai là một loài bọ cánh cứng trong họ Chrysomelidae. Loài này được Biondi miêu tả khoa học năm 1996.